# Åke Olofsson (musiker)
Johan Åke Olofsson, född 18 december 1924 i Sveg, Härjedalen, död 17 september 2023, var en svensk cellist.
Olofsson studerade vid Kungliga Musikhögskolan 1943–1945 och var konsertmästare i Helsingborgs symfoniorkester 1950–1954, medlem av Stockholms Filharmoniska Orkester 1954–1958, solocellist i Sveriges Radios symfoniorkester 1958–1986 och förste konsertmästare från 1968. Olofsson invaldes den 11 december 1980 som ledamot nr 832 av Kungliga Musikaliska Akademien och tilldelades Litteris et Artibus 1995.